# 小扎卜河
小扎卜河（羅馬化：zab-šaplu，羅馬化：al-Zāb al-Asfal，庫德語：或，羅馬化：Zâb-e Kuchak，羅馬化：Zāba taḥtāya），是底格里斯河的支流，河上建有大坝，被广泛用于灌溉和水力发电。小扎卜河发源于伊朗西北部皮兰沙赫尔以北，向西流经伊拉克，在拜伊吉以北注入底格里斯河，全长402公里。
小扎卜河與大扎卜河之间的土地曾是古代亚述文明的所在。
36°33′49″N 45°14′21″E / 36.563634°N 45.239078°E